# Salpichroa weberbaueri
Salpichroa weberbaueri är en potatisväxtart som först beskrevs av Carl Lebrecht Udo Dammer, och fick sitt nu gällande namn av J. F. Macbride. Salpichroa weberbaueri ingår i släktet Salpichroa och familjen potatisväxter. Inga underarter finns listade i Catalogue of Life.